# Antonio (voornaam)
Antonio is een jongensnaam. Het is de Italiaanse, Portugese en Spaanse variant van de voornaam Antonius. In het Portugees kan de naam ook geschreven worden als António (Portugal) of Antônio (Brazilië). De naam heeft ook enkele afgeleide vormen, zoals Anthonio, Antò, Antonis, Antoñito, Antonino, Antonello, Tonio, Toño, Toñín, Tonino, Nantonio, Totò, Tó, Tony, Toni, Toninho, en Toñito.
De vrouwelijke variant is Antonia. De Nederlandse equivalenten zijn Anton, Antoon of Toon.

## Bekende naamdragers

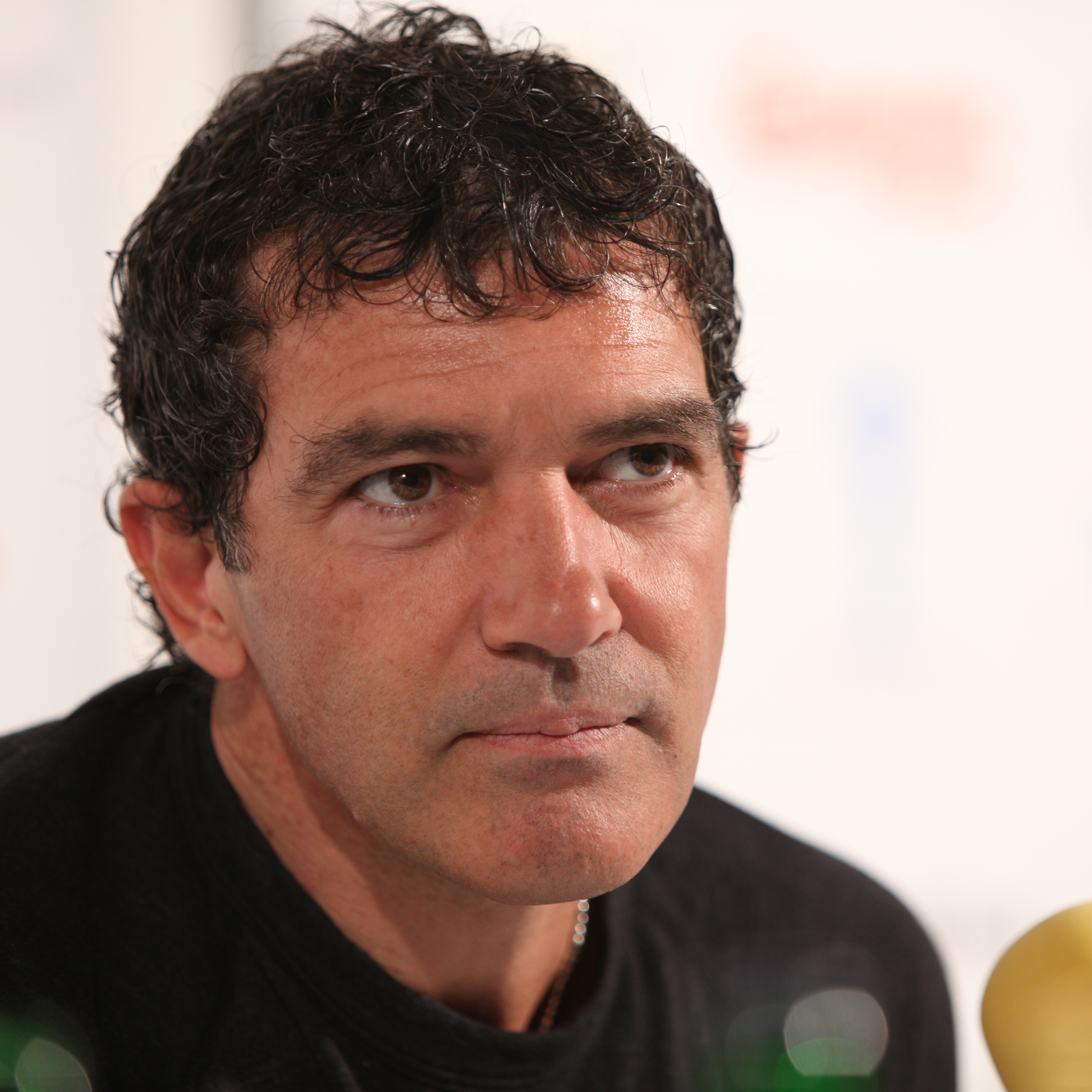
Antonio Banderas

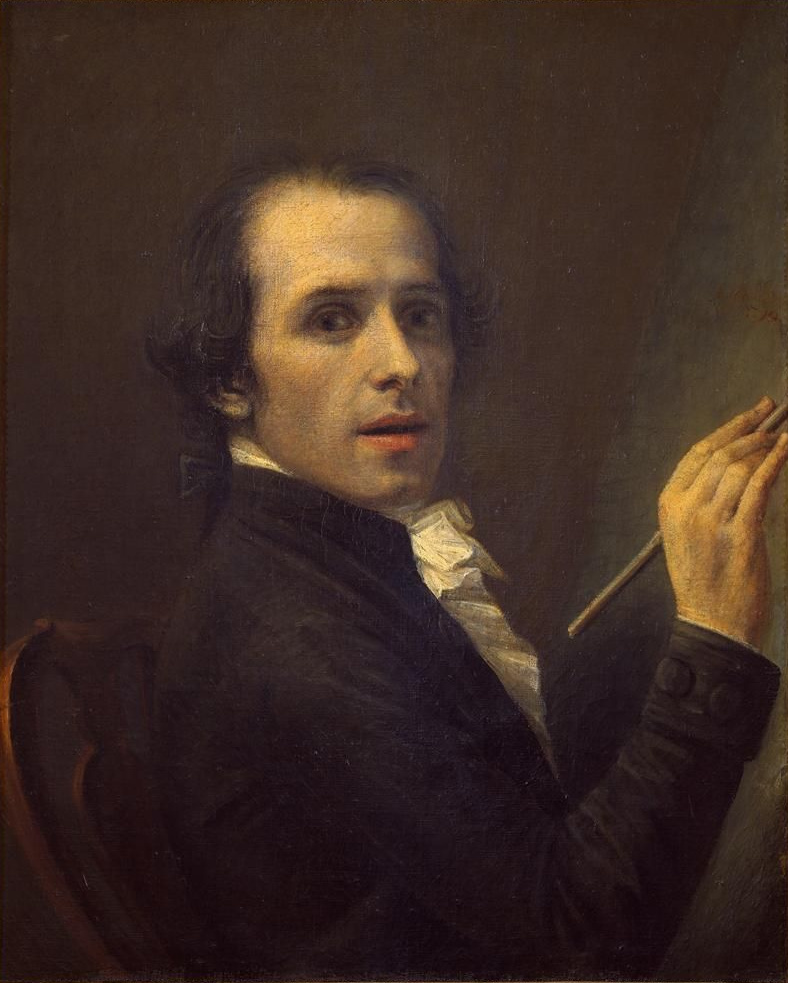
Antonio Canova

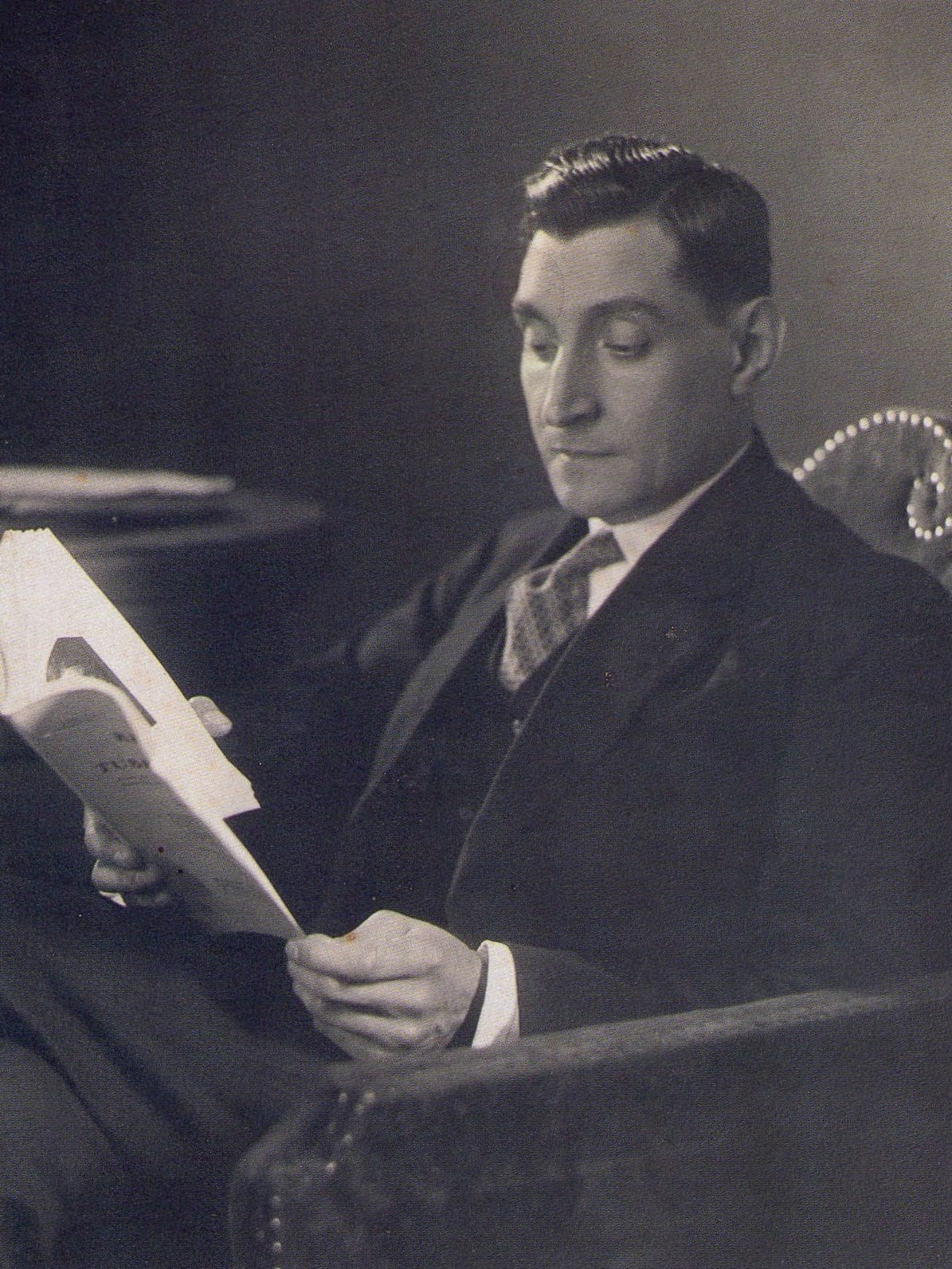
António de Oliveira Salazar

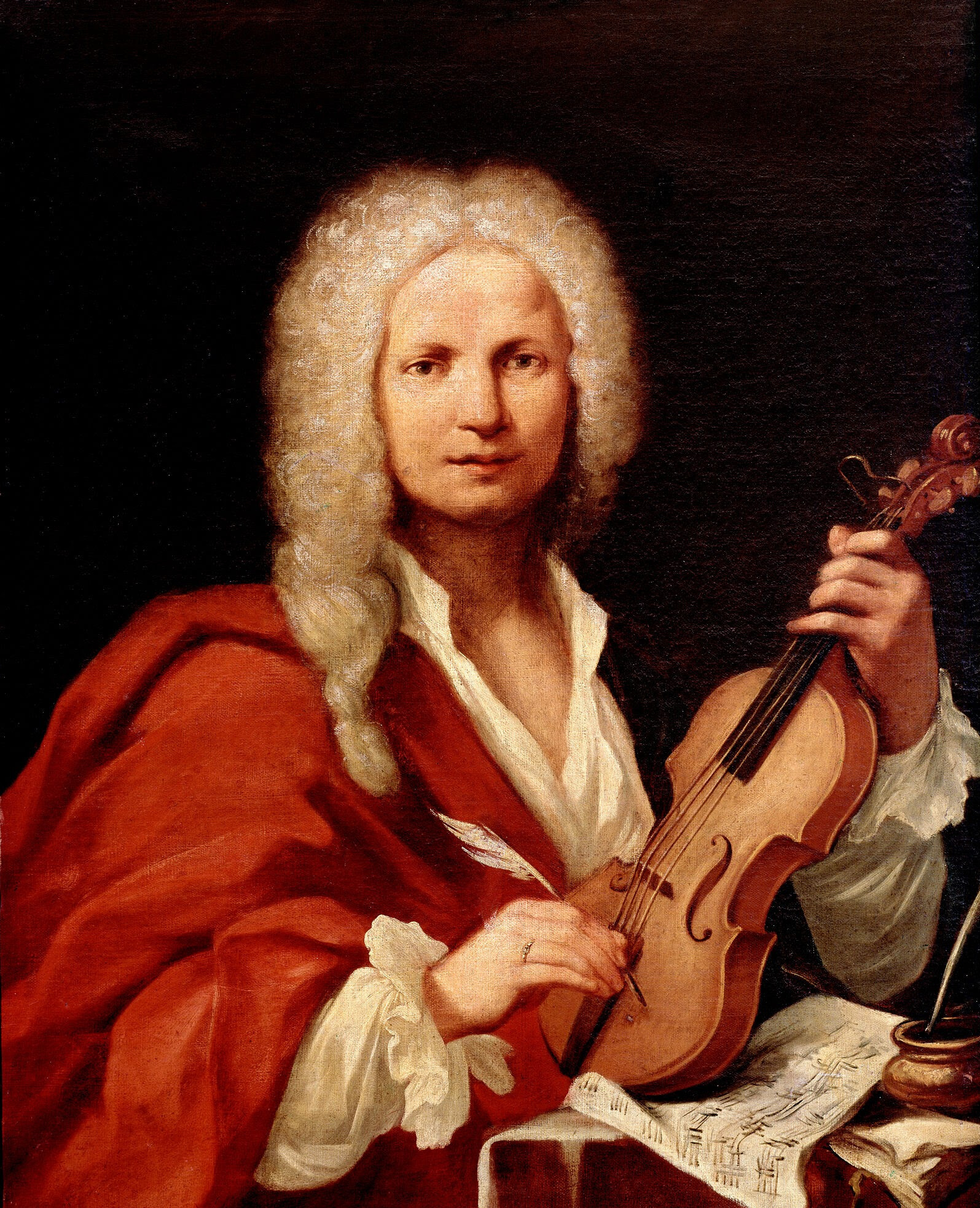
António Vivaldi

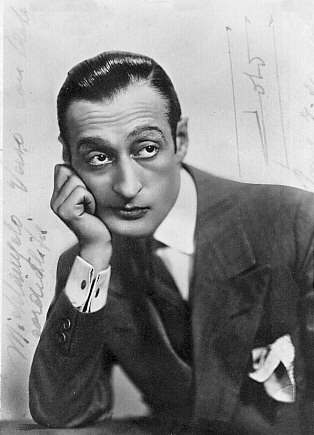
Totò

### Antonello
- Antonello da Messina, Italiaans kunstschilder

### Antonino
- Antonino Cascino, Italiaans generaal
- Antonino Votto, Italiaans dirigent en pianist

### Antonio/António/Antônio
- Antonio, Nederlands zanger
- Antonio Aguilar, Mexicaans zanger en acteur
- Antonio Banderas, Spaans-Amerikaans acteur
- Antonio Caldara, Italiaans componist
- Antonio Canova, Italiaans beeldhouwer
- Antonio Cassano, Italiaans voetballer
- Antonio Conte, Italiaans voetballer en voetbalcoach
- Antonio da Correggio, Italiaans kunstschilder
- Antonio Di Natale, Italiaans voetballer
- Antonio Ghislieri, echte naam van Paus Pius V
- Antônio Carlos Jobim, Braziliaans songwriter, componist, arrangeur, zanger en pianist
- Antonio Machado, Spaans schrijver en dichter
- Antonio Meucci, Italiaans uitvinder en ontwerper
- Antonio Negri, Italiaans filosoof
- Antonio Pappano, Brits dirigent en panist
- Antonio Pignatelli, echte naam van Paus Innocentius XII
- Antonio del Pollaiolo, Italiaans kunstschilder, beeldhouwer, graveur en goudsmid
- Antonio Rivas, Colombiaans voetballer
- Antonio Rossi, Italiaans kajakker
- Antonio Rüdiger, Duits voetballer
- Antonio Sabato jr., Amerikaans acteur en model
- Antonio Sacchini, Italiaans componist
- António de Oliveira Salazar, Portugees politicus
- Antonio Salieri, Italiaans componist, dirigent en muziekpedagoog
- Antonio Segni, Italiaans politicus
- Antonio Stradivari, Italiaans vioolbouwer
- Antonio Suárez, Spaans wielrenner
- Antonio Vivaldi, Italiaans componist
- António Zambujo, Portugees zanger en songwriter

### Toni
- Toni Brogno, Belgisch voetballer
- Toni Elías, Spaans motorcoureur
- Toni Pagot, Italiaans animator en striptekenaar
- Toni Servillo, Italiaans acteur en theaterregisseur

### Toninho
- Toninho Cerezo, Braziliaans voetballer en voetbaltrainer
- Toninho Cerezo, Braziliaans voetballer

### Tonino
- Tonino Valerii, Italiaans filmregisseur

### Tonio
- Tonio Borg, Maltees politicus

### Totò
- Totò, Italiaans acteur, komiek, dichter, scenarioschrijver en toneelschrijver

## Fictief figuur
- Antonio, hoofdpersonage in het toneelstuk De koopman van Venetië van William Shakespeare
- Antonio, personage in het toneelstuk Veel drukte om niets van William Shakespeare
- Antonio, personage in het toneelstuk De storm van William Shakespeare
- Antonio, personage in het toneelstuk Driekoningenavond van William Shakespeare
- Antonio, personage in de Italiaanse film Stromboli
- Antonio, personage in de Italiaanse film C'eravamo tanto amati
- Antonio Catalano, personage in de Italiaanse film Due soldi di speranza
- Antonio Farina, personage in de Italiaanse film Mediterraneo
- Antonio Foscarelli, personage in de Britse film Murder on the Orient Express
- Antonio Garcia, personage in de Amerikaanse televisieserie Power Rangers: Samurai
- Antonio Ricci, hoofdpersonage in de Italiaanse film Ladri di biciclette